# Campbell (cràter marcià)
Campbell és un cràter d'impacte de grans proporcions del planeta Mart situat al sud del cràter Virrat i a l'oest de Tugaske, i situat amb el sistema de coordenades plaentocèntriques a -53.2 ° latitud N i 167.39 ° longitud E. L'impacte va causar una depressió de 125.26 quilòmetres de diàmetre. El nom va ser aprovat l'any 1973 per la Unió Astronòmica Internacional, en honor de l'enginyer i astrònom nord-americà William Wallace Campbell (1862-1938) i al físic canadenc John W. Campbell (1889-1955).

## Imatges
|  |  |